# Kalkoven Amerikaanse Branderij

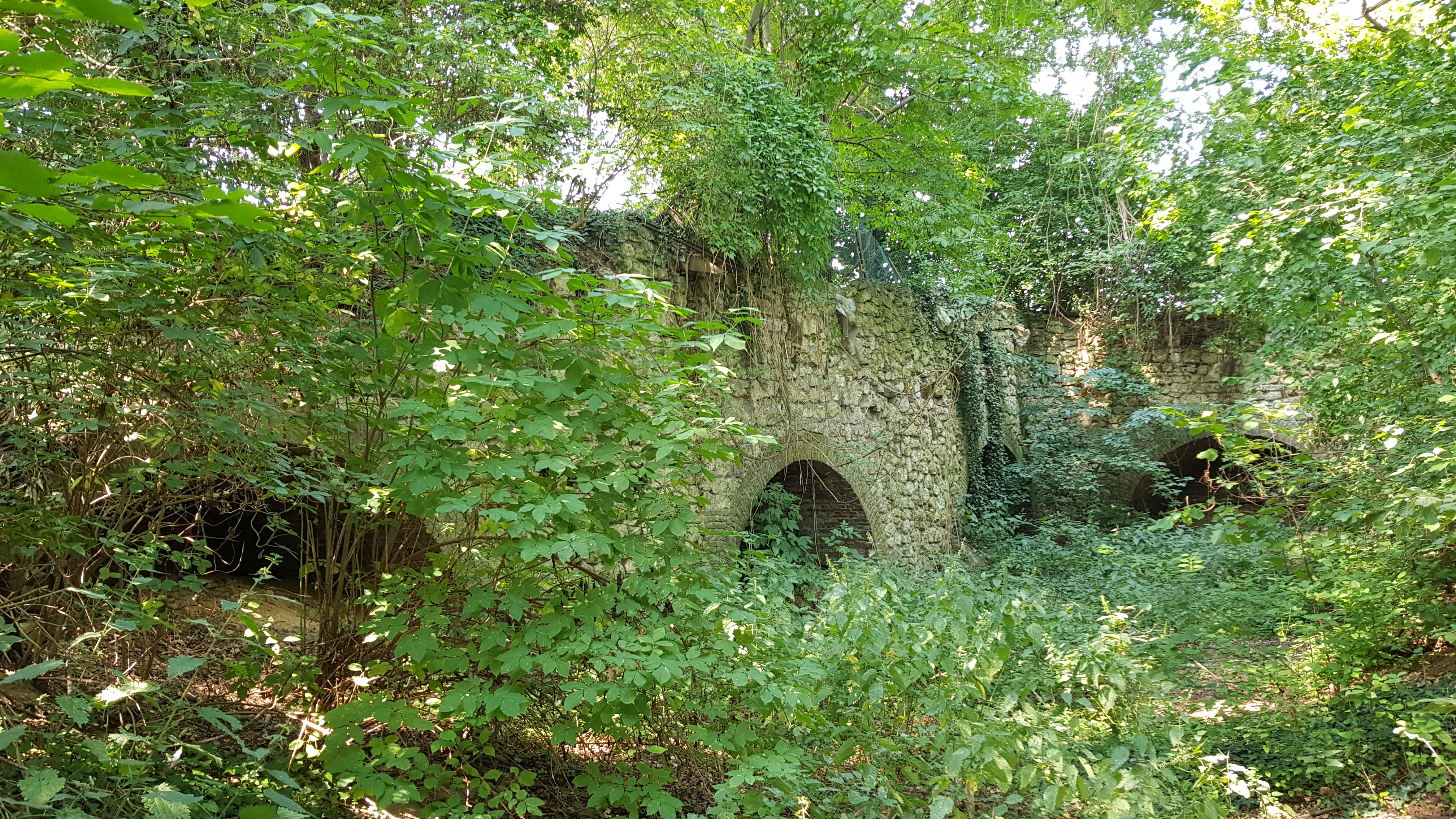
De vier ovenmonden van de kalkoven

De Kalkoven Amerikaanse Branderij is een kalkoven in Nederlands Zuid-Limburg in de gemeente Voerendaal. Het bouwwerk staat ten zuidwesten van Kunrade/Voerendaal ten zuiden van de Valkenburgerweg (Kunrade-Klimmen) en ten noordwesten van de Midweg (Kunrade-Ransdaal. De kalkoven ligt in een helling aan de noordwestelijke rand van het Plateau van Ubachsberg in de overgang naar het Ransdalerveld.
Op ongeveer 250 meter naar het westen ligt de Kalkoven Kasteel Haren (met Groeve Moonen) en op ongeveer 150 meter naar het zuidoosten de Kalkoven Midweg (met Groeve Midweg).

## Kalkoven
De kalkoven heeft vier ovenmonden.